# Bosco (dragqueen)
Bosco, egentligen Blair Constantino, född 11 juni 1993 i Great Falls, Montana i USA, är en amerikansk dragqueen och tv-personlighet. Hon  blev känd 2022 genom sitt deltagande i den fjortonde säsongen av RuPauls dragrace, och återkom i RuPauls dragrace: All Stars tionde säsong (2025).

## Uppväxt
Bosco växte upp i Great Falls, Montana i en musikalisk familj och började ta danslektioner i unga år.

## Karriär
Artistnamnet ”Bosco” tog hon som en hyllning till hennes avlidna hund: ”Han använder det inte längre, han är död, så nu är det mitt”, har hon skämtsamt sagt.
Bosco deltog i den fjortonde säsongen av RuPauls dragrace, som sändes 2022, där hon i premiäravsnittet framförde ett  burlesknummer. Under sin medverkan i Dragrace vann hon tre deltävlingar (avsnitt 5, 9 och 13) och erhöll sammanlagt 15 000 amerikanska dollar i prispengar.
I avsnittet ‘‘Snatch Game’’ gestaltade hon Gwyneth Paltrow med måttliga recensioner, vilket ledde till att hon i avsnittet därpå var med i en lip sync-turnering för de sju lägst placerade deltagarna. Efter två förluster vann hon ett avgörande nummer mot Jasmine Kennedie med låten ”Swept Away” av Diana Ross och fick stanna kvar i tävlingen.
I avsnitt 12 hamnade Bosco i botten igen efter ett lip sync mot Jorgeous till Whitney Houstons ”Heartbreak Hotel (Hex Hector Remix)”. Hon blev dock räddad av tävlingens “Golden Chocolate Bar”-twist. I nästa avsnitt vann hon deltävlingen, en roast av Ross Mathews, och tog sig till finalen där hon slutade på tredje plats.
I april 2025 tillkännagavs att Bosco återvänder till tävlingen som en av de 18 deltagarna i den tionde säsongen av RuPauls dragrace: All Stars.

## Privatliv
Bosco har bott i Seattle sedan 2015. Hon använder både ”hon” och ”hen” som pronomen utanför drag och ”hon” i drag. I februari 2022 kom hon ut som transkvinna, efter att ha påbörjat sin transition efter inspelningen av ”Dragrace”. År 2023 genomgick hon ansiktsfeminiserande kirurgi och visade upp sitt nya utseende under New York Fashion Week. Säsong 15-deltagaren Irene the Alien har kallats Boscos ”dragsyster”.

## Filmografi
| År         | Titel                                   | Genre     | Roll              | Anmärkningar | Ref |
| ---------- | --------------------------------------- | --------- | ----------------- | ------------ | --- |
| 2022       | RuPauls dragrace (säsong 14)            | TV        | Tävlingsdeltagare | 15 avsnitt   |     |
| 2022       | RuPauls dragrace: Untucked (säsong 14)  | TV        | Sig själv         | 13 avsnitt   |     |
| 2024–nutid | RuPauls dragrace Live Untucked          | Webbserie | Sig själv         |              |     |
| 2025       | RuPauls dragrace: All Stars (säsong 10) | TV        | Tävlingsdeltagare |              |     |

## Anteckningar
1. ↑  Constantino använder pronomena hon/henne (”she/her”) och hen/henom (”they/them”). Hon/henne kommer att användas i denna artikeln för att vara konsekvent.